# No Boundaries (album Michaela Angelo Batio)
No Boundaries – pierwszy, debiutancki solowy album amerykańskiego gitarzysty Michaela Angelo Batio, którego premiera odbyła się 1 września 1995 roku w Chicago. Na płycie tej usłyszeć można sekcje arpeggio, string skippingu, czy też tappingu. W całości można wyodrębnić takie gatunki jak rock, hard rock, heavy metal, shred z elementami jazzu i rock'nd rolla.

## Nagrania
- 1. "Intro: This CD is Dedicated to You" (Ta płyta dedykowana jest Tobie) – 1:54
- 2. "Rain Forest" – 6:29
- 3. "Science Fiction" – 6:31
- 4. "Peace" – 6:28
- 5. "I Do for You" – 5:48
- 6. "The Jam Game" – 5:34
- 7. "2X Again" – 5:27
- 8. "No Boundaries" – 3:43
- 9. "The Finish Line" – 2:01
- 10. "Outsideinside" – 4:20

## Zespół
- Michael Angelo Batio – gitara elektryczna, gitara akustyczna, gitara basowa, syntezator, perkusja programowanie, aranżacja
- Rob Ross – perkusja w utworach: "Rain Forest", "Science Fiction" i "2X Again"
- Jason Rau – kierownik produkcji
- Gary Mankus – fotografie
- Rich Siegle – projekt okładki

## 2X Again
W 2007 roku została wydana płyta 2X Again, na której nagrane są wszystkie utwory z "No Boundaries" (oprócz The Finish Line) i 2 utwory z albumu "Planet Gemini" z udziałem perkusisty Joego Babiaka.